# Maria Haller
Maria de Jesus Haller (ur. 1923, zm. 18 października 2006 w Genewie) – angolska nauczycielka, dziennikarka, pisarka i dyplomatka, uczestniczka walk o niepodległość Angoli,  pierwsza kobieta ambasador reprezentująca Angolę.

## Życiorys
Przyszła na świat w Angoli w 1923 jako córka 12-letniej pracownicy plantacji zgwałconej przez właściciela. W wieku 3 lat została wysłana przez ojca na wychowanie do Portugalii. Jako piętnastolatka na krótko spotkała się z matką, co zainspirowało ją do aktywizmu i zaangażowania w politykę. Pracowała jako nauczycielka i dziennikarka. Podejmowała działania przeciwko rasizmowi i dyskryminacji.
Około 1955 wyszła za mąż za szwajcarskiego biznesmena Jeana Rodolphe de Hallera. Mieszkali w Léopoldville w Kongo Belgijskim. Poznała wówczas Angolczyków żyjących w diasporze i sprzeciwiających się uciskowi ze strony Portugalii. Po powrocie do Europy utrzymywała kontakty z poznanymi Angolczykami. Około 1965 poproszono ją o reprezentowanie Ludowego Ruchu Wyzwolenia Angoli w Kairze. Doświadczała seksizmu (np. nie dopuszczano jej do udziału w audycjach radiowych, dopóki wraz z Agostinho Neto nie zagroziła opuszczeniem Egiptu).
Angola uzyskała niepodległość w 1975. W 1978 Haller została pierwszą ambasadorką Angoli. Pracowała w Sztokholmie, do 1982 reprezentując Angolę w Szwecji. Następnie pełniła funkcję dyrektorki Departamentu Azji i Oceanii w Ministerstwie Stosunków Zewnętrznych Angoli.
Była członkinią Związku Pisarzy Angoli. W 1988 napisała opowiadanie dla dzieci.

## Upamiętnienie
Była jedną z 1000 kobiet zgłoszonych do Pokojowej Nagrody Nobla 2005.